# 21KR

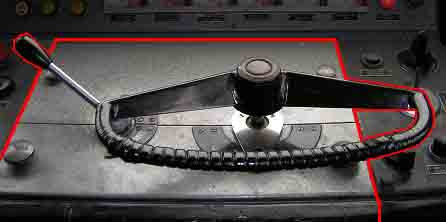

21KR — контроллер машиниста, установленый на электровозах ЧС2т, ЧС4, ЧС4т, ЧС7 и ЧС8. С помощью контроллера задается режим работы тяговых двигателей. С контроллером машинист работает наибольшее количество времени.

## Общее устройство контроллера 21KR

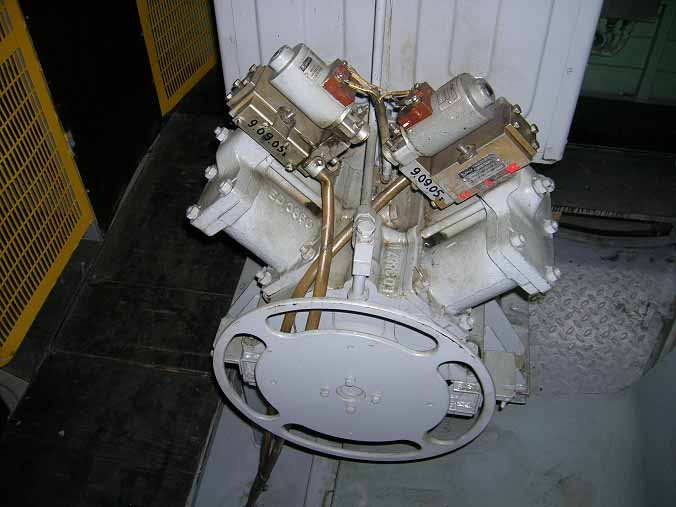
Пневмодвигатель, электровоз ЧС7

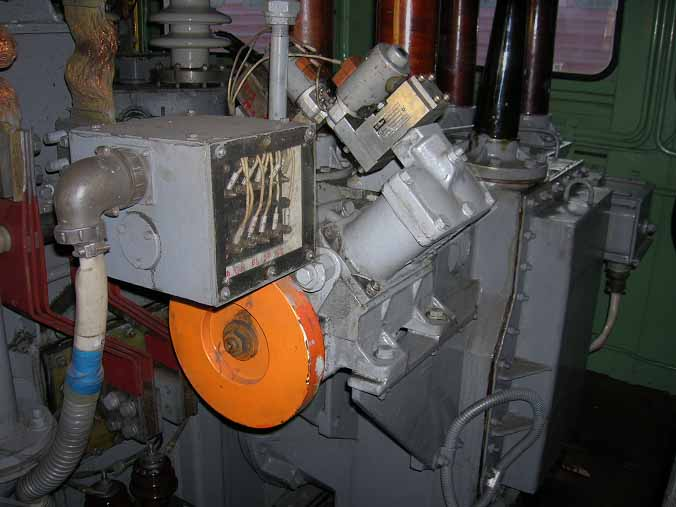
Пневмодвигатель, электровоз ЧС4Т

Снаружи 21KR выглядит как плоский металлический ящик, укрепляемый в кабине в пульте машиниста посередине. Сверху две рукоятки — съемная реверсивная и несъемный штурвал. Реверсивная рукоятка приводит в движение реверсивный барабан, контакты которого подают питание на силовые реверсоры, изменяющие направление вращения тяговых электродвигателей.

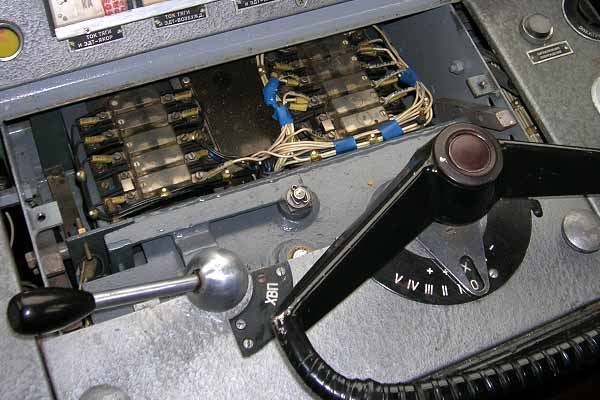
21KR со снятой крышкой

Штурвал может взаимодействовать с двумя барабанами — в верхнем положении он находится в зацеплении с главным барабаном, управляющим посредством трех реле (шагового, «Набор» и «Сброс») четырехцилиндровым пневмодвигателем системы Skoda, а этот двигатель вращает главный аппарат тяговой цепи — какой именно, зависит от электровоза, это может быть промежуточный контроллер ПК (ЧС2Т, ЧС6, ЧС200), переключатель ступеней ПС (ЧС4, ЧС4т, ЧС8), промежуточный барабан контроллера ПБК (ЧС7), для краткости далее в качестве примера берется обозначение «ПС». В нижнем (утопленном, нажатом) положении штурвал имеет зацепление с барабаном ослабления поля, который управляет контакторами ослабления возбуждения тяговых двигателей — ослабление возбуждения увеличивает скорость. В центре штурвала находится кнопка подачи свистка.
Обе рукоятки имеют механическую блокировку. Реверсивная рукоятка не может быть сдвинута, пока не появится питание на электромагнитной защелке, оно подается только при включенных приборах безопасности и нахождении главного аппарата на нулевой позиции. Реверсивная рукоятка может быть сдвинута только при нахождении штурвала в среднем положении «X». Штурвал может быть сдвинут только при нахождении реверсивной рукоятки в положении «ХВП» (ход вперед) или «ХНЗ» (ход назад).

## Управление контроллером 21KR

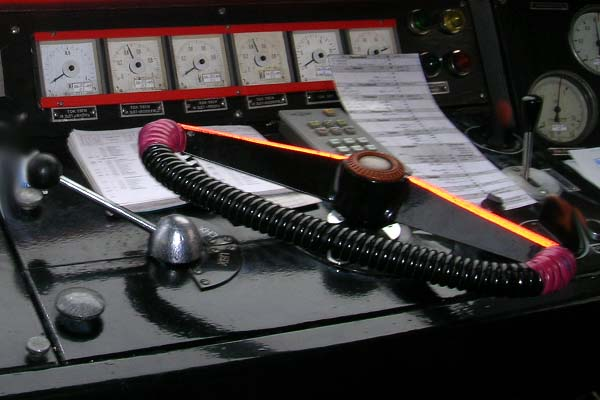
21KR в положении «III»

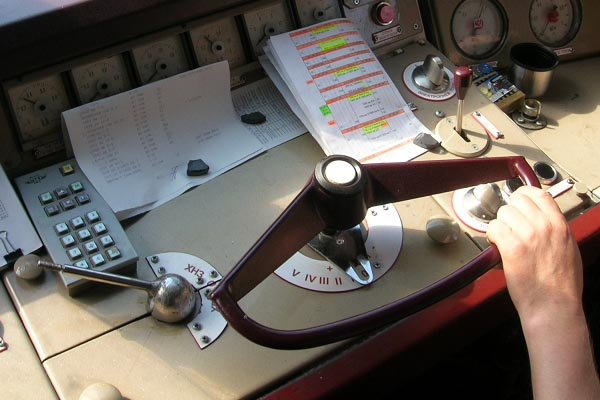
21KR на ЧС7 серии 9

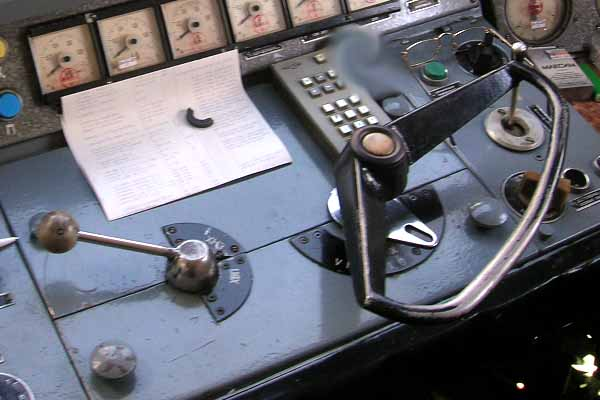
21KR в положении «-»

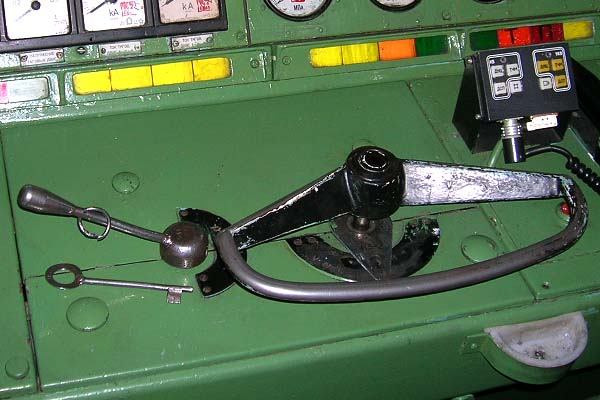
21KR на ЧС4 серии 3

Разблокировка штурвала происходит постановкой реверсивной рукояти в положение «ХВП» или «ХНЗ». Утапливать штурвал в нижнее положение следует только после набора необходимого числа позиций. Нейтральное положение штурвала именуется «X», «-»- автоматический сброс; «-1» — сброс по одной ступени; «X» — среднее положение; «+1» — набор по одной ступени; «+» — автоматический набор.
В положении «X» пневмодвигатель неподвижен. При переводе штурвала в положение «+1» пневмодвигатель проворачивается на 180 градусов, проворачивая на одну позицию переключатель ступеней. Для включения следующей позиции штурвал переводится в «X», затем в положение «+1». При постановке штурвала в положение «+» пневмодвигатель ПС вращается непрерывно. Положения «-1» и «-» работают аналогично «+1» и «+» для сброса позиций.Положение «-» фиксированное.
В положении «X» штурвал утапливается в положение зацепления с барабаном ослабления поля.Поворотом штурвала по часовой стрелке включаются «I», «II», «III», «IV» и «V» положения ослабления возбуждения ТЭД. Для перевода штурвала в зацепление с главным барабаном, он поворачивается против часовой стрелки обратно в положение «X» и отпускается с самовозвратом в верхнее положение. Положения ослабления поля фиксированные.